# 巴特奈姆
巴特奈姆（法語：Battenheim，法語發音：[batənaim] ⓘ）是法国上莱茵省的一个市镇，属于米卢斯区。

## 地名
由于语源问题，该地名“Battenheim”拼读方式不符合法语正字法，《世界地名翻译大辞典》与《世界地名译名词典》中将其纯按法汉译音表译作“巴特内姆”。

## 地理
巴特奈姆（47°49'11"N, 7°22'54"E）面积16.88 平方千米，位于法国大東部大區上莱茵省，该省份为法国东部内陆省份，是阿尔萨斯的一部分，今与下莱茵省组成了阿尔萨斯欧洲集体，其北临下莱茵省，西接孚日省，西南接贝尔福地区省，东侧沿莱茵河与德国相望，南与瑞士接壤。
与巴特奈姆接壤的市镇（或旧市镇、城区）包括：恩西赛姆、班策奈姆、明舒斯、奥特马赛姆、巴尔德赛姆、吕利赛姆。
巴特奈姆的时区为UTC+01:00、UTC+02:00（夏令时）。

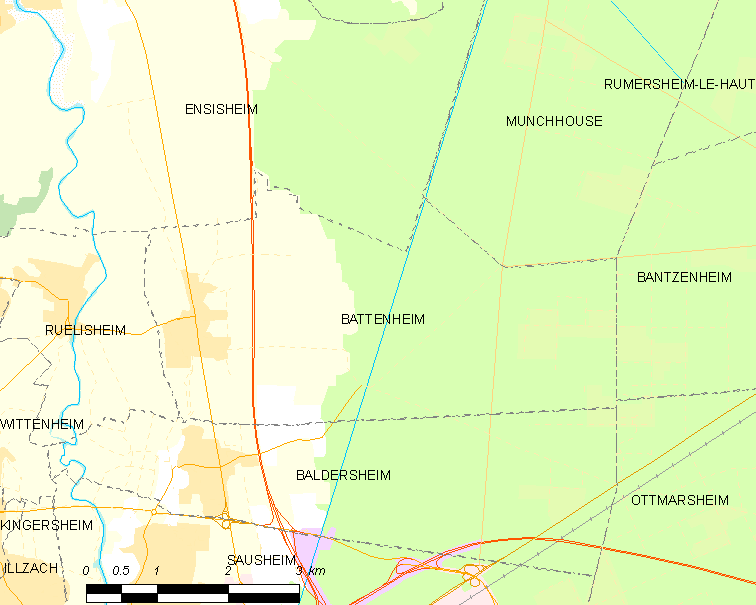
巴特奈姆的OSM定位图

## 行政
巴特奈姆的邮政编码为68390，INSEE市镇编码为68022。

## 政治
巴特奈姆所属的省级选区为里克赛姆县。

## 人口

1962-2008年间巴特奈姆人口变化图示

巴特奈姆于2022年1月1日时的人口数量为1552人。